# Чарлтон (Нью-Йорк)
Чарлтон (англ. Charlton) — місто (англ. town) в США, в окрузі Саратога штату Нью-Йорк. Населення — 4328 осіб (2020).

## Демографія
Згідно з переписом 2010 року, у місті мешкали 4133 особи в 1565 домогосподарствах у складі 1258 родин. Було 1610 помешкань
Расовий склад населення:
| - 97,8 % — білих - 0,5 % — азіатів - 0,3 % — чорних або афроамериканців - 0,1 % — корінних американців |

До двох чи більше рас належало 0,6 %. Частка іспаномовних становила 1,6 % від усіх жителів.
За віковим діапазоном населення розподілялося таким чином: 22,5 % — особи молодші 18 років, 59,2 % — особи у віці 18—64 років, 18,3 % — особи у віці 65 років та старші. Медіана віку мешканця становила 47,1 року. На 100 осіб жіночої статі у місті припадало 96,5 чоловіків;  на 100 жінок у віці від 18 років та старших — 97,0 чоловіків також старших 18 років.
Середній дохід на одне домашнє господарство  становив 97 702 долари США (медіана — 82 394), а середній дохід на одну сім'ю — 109 793 долари (медіана — 90 938). Медіана доходів становила 64 617 доларів для чоловіків та 51 046 доларів для жінок. За межею бідності перебувало 2,8 % осіб, у тому числі 2,8 % дітей у віці до 18 років та 4,5 % осіб у віці 65 років та старших.
Цивільне працевлаштоване населення становило 2232 особи. Основні галузі зайнятості: освіта, охорона здоров'я та соціальна допомога — 22,0 %, роздрібна торгівля — 19,1 %, науковці, спеціалісти, менеджери — 16,6 %.